# Jim Crockett, Jr.
Jim Crockett, Jr. (Charlotte, Carolina del Norte, 10 de agosto de 1944-Ib., 3 de marzo de 2021) fue un promotor de lucha libre profesional. Desde 1973 hasta 1988, era dueño de Jim Crockett Promotions (JCP), una compañía de lucha libre afiliada con la National Wrestling Alliance (NWA). Desde 1976 hasta 1987 también era dueño de los Charlotte Orioles, un equipo de la liga menor de béisbol con base en Charlotte, Carolina del Norte.

## Carrera

### Principios de su carrera
Hijo de Jim y Elizabeth Crockett en Charlotte, Jim, Jr. y sus hermanos (David, Jackie y Frances) estuvieron alejados de la lucha libre hasta el fallecimiento de su padre en 1973, que fue promotor de lucha y de otros deportes de entretenimiento desde 1931 (con la unión de NWA y JCP en 1950).

### Haciéndose cargo de Jim Crockett Promotions
Jim Crockett, Sr. decidió que su yerno John Ringley continuaría con la empresa, pero Jim, Jr. se hizo con la compañía ese mismo año. Crockett contrató a George Scott como encargado de contratar a los luchadores, y este contrató a luchadores de todo el país, desde veteranos como Wahoo McDaniel, hasta luchadores jóvenes como Ric Flair.

### Presidente de la NWA

#### Primera investidura
En 1980, fue elegido presidente de la NWA, terminando en 1982. Tuvo una relación de trabajo con Maple Leaf Wrestling, con base en Toronto y con dueño a Frank Tunney, hasta que Turey murió en 1983. El sobrino de Tunney firmó un acuerdo de unión con la World Wrestling Federation (WWF) de Vince McMahon. Crockett luego tuvo otra unión de corta vida con Verne Gagne y su American Wrestling Association (AWA) para formar Pro Wrestling USA.

#### Segunda investidura
Crockett fue elegido por segunda vez en 1985 y compró el espacio de los sábados por la noche en la Superstation WTBS, del que era dueño Vince McMahon, y sus negocios empezaron a florecer. Durante ese año, organizó la "Jim Crockett, Sr. Memorial Cup" (La copa memorial Jim Crockett, Sr.), en el cual los luchadores de ocho regiones de la NWA participaron en un torneo por parejas que duró un día, en el Louisiana Superdome en Nueva Orleans. The Road Warriors derrotaron a Ron Garvin y Magnum T.A. tras 7 horas y media para ganar el torneo. Crockett hizo esto como memorial a su padre, pero muchos promotores rivales sospecharon que estaba haciendo esto para aumentar sus posesiones, expandiendo por el territorio nacional.
Sus sospechas aumentaron cuando Crockett empezó a celebrar eventos en Memphis y Florida sin contactar con los promotores locales de NWA. Eventualmente, compró promociones con base en Oklahoma y Kansas City en el territorio Mid-South, y empezó a televisar sus eventos, que estuvo en el aire en todos los Estados Unidos.

#### Tercera investidura
Crockett fue elegido por tercera vez en 1987, trayendo consigo el Championship Wrestling from Florida y el Universal Wrestling Federation (UWF), y contratando a luchadores talentosos como Sting y un comentarista, Jim Ross. Pensaba continuar con la UWF y la NWA separadas para hacer un evento anual interpromocional como la Super Bowl, Crockett movió la base de UWF desde Tulsa, Oklahoma a Dallas, Texas, e incorporó sus estrellas para su promoción.
Crockett llevó su compañía, JCP, como la NWA, desde que era dueño de seis territorios de NWA y fue el presidente de la NWA, llevando a la confusión a sus fanes.

### Crockett vende su promoción a Ted Turner
Sobre noviembre de 1988, Crockett estuvo cerca de la bancarrota, por lo que tuvo que vender su compañía, sobre Jim Barnett, a Ted Turner, quien la renombró World Championship Wrestling (WCW). Crocket siguió de presidente de la NWA hasta 1991.

### Corta vida de su intento de volver a la lucha libre
Tras la retirada de la WCW de la NWA, Crockett intentó una vuelta a la lucha libre con un programa en internet en 1994 llamado World Wrestling Network. Tuvo una corta vida, y dejó los deportes en 1995. Crockett también devolvió NWA a Dallas Sportatorium con esta promoción.
Posteriormente Crockett se dedicó a administrar una cadena de concesionarios de automóviles y luego una agencia de bienes raíces y préstamos hipotecarios. Rehusó involucrarse con la lucha libre, ni en encuentros de leyendas. La revista Pro Wrestling Illustrated intentó entrevistarle en los años 2000, pero rehusó conversar.

## Muerte
El 28 de febrero de 2021, Dave Meltzer informó que Crockett estaba en estado grave. Falleció el 3 de marzo de 2021 a los 76 años, debido a complicaciones de insuficiencia hepática y renal.